# قاهره نو

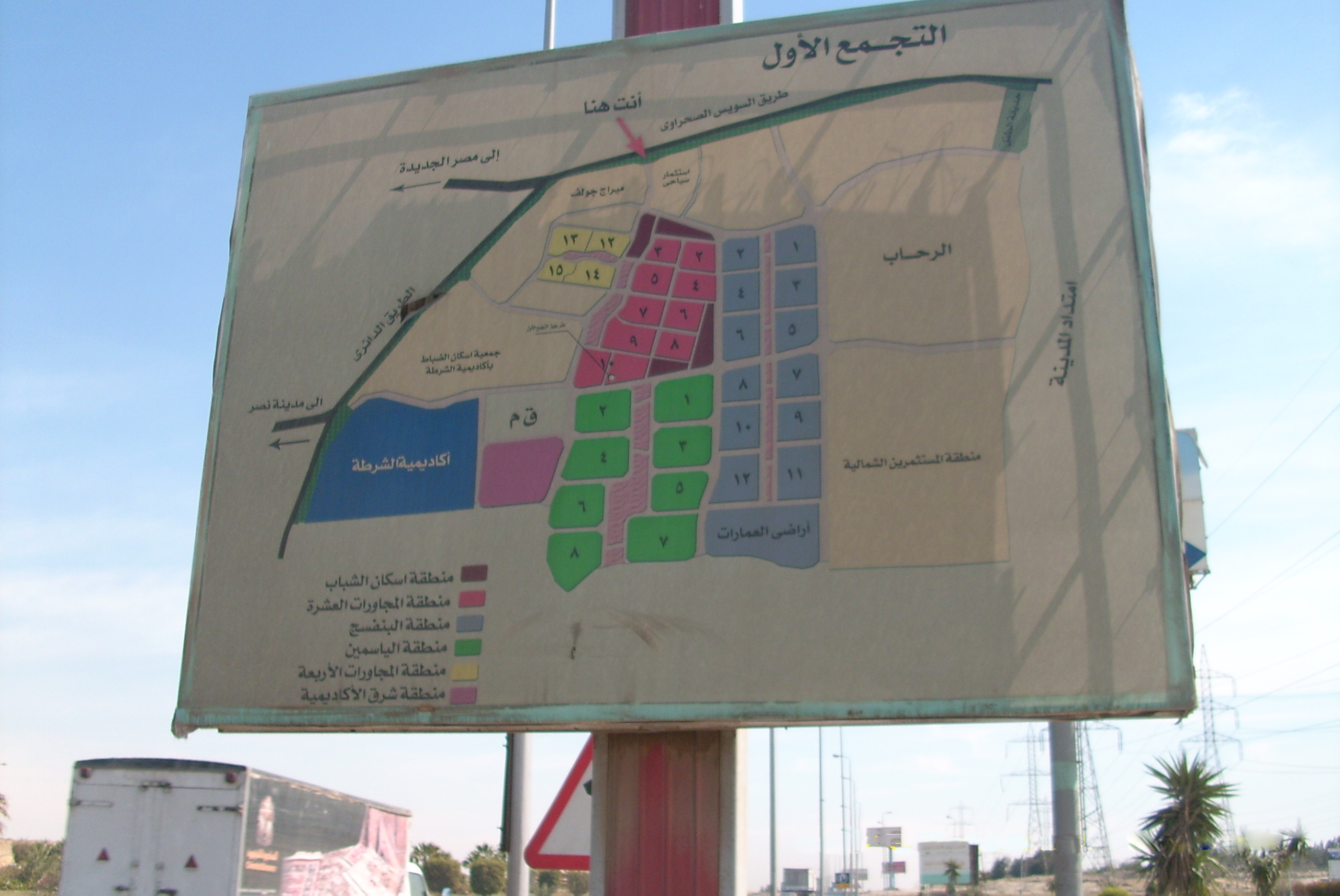
نقشهٔ قاهرهٔ نو

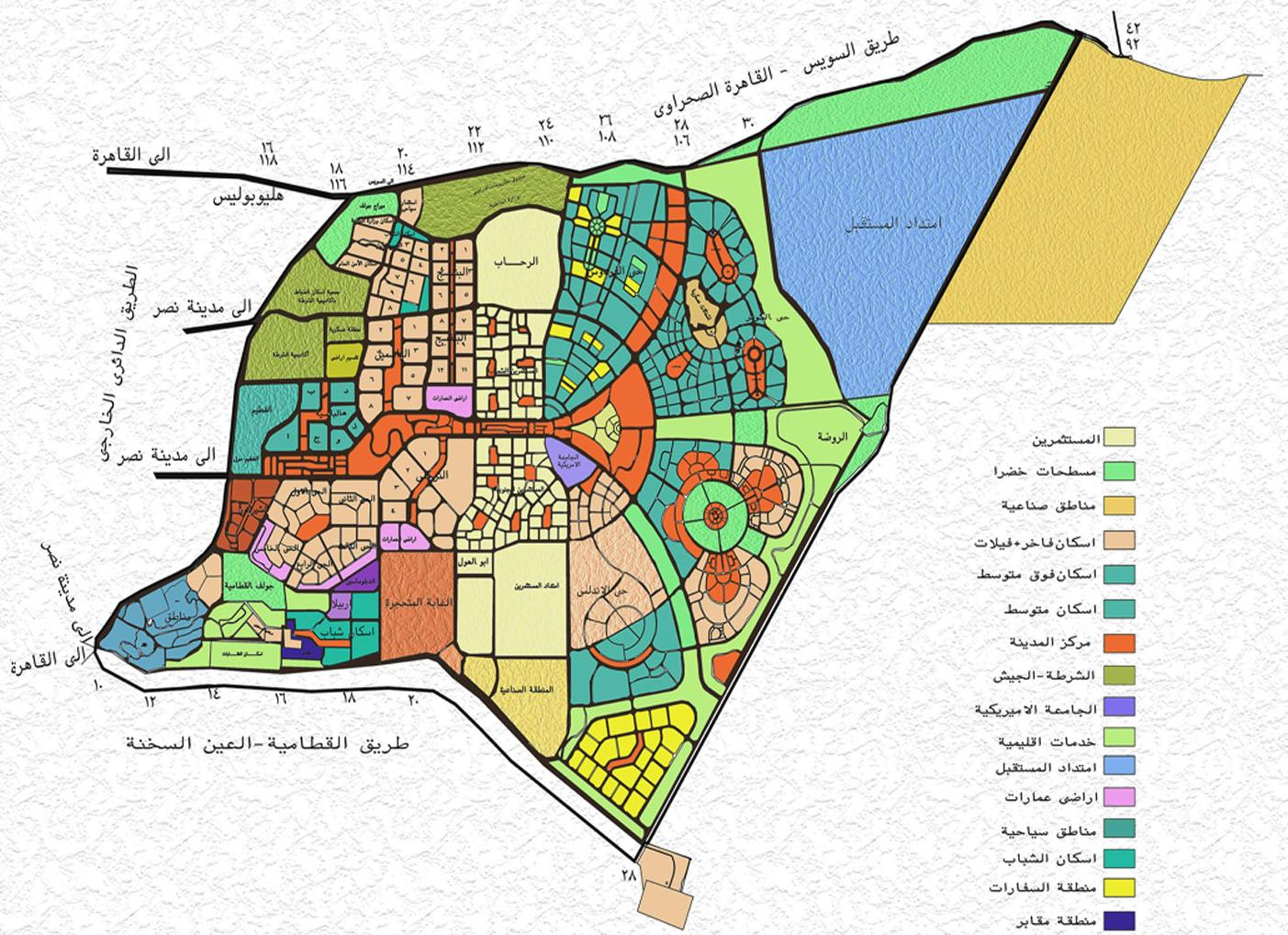
نقشهٔ قاهرهٔ نو با توضیحات

قاهرهٔ نو (عربی: القاهرة الجدیدة) نام شهرک اقماری واقع شده در استان قاهره است که حدود ۷۰ هزار جریب مساحت دارد و به عنوان بزرگترین شهر جدید شناخته می‌شود که در سال ۲۰۰۰ تأسیس شده‌است. این شهر ۱۶۵ کیلومتر از شهر المعادی و ۱۰ کیلومتر از شهرک نصر (قاهره) در بیابان ساخته شده‌است.